# Love Message
Love Message war ein Eurodance-Projekt, bestehend aus mehreren Künstlern dieses Genres sowie der Name der gleichnamigen einzigen Single.

## Geschichte
Das Projekt Love Message wurde von den beiden Masterboy-Mitgliedern Tommy Schleh und Enrico Zabler ins Leben gerufen. Es handelte sich um eine Benefizsingle von N-Joy in Kooperation mit der AIDS Seelsorge Hamburg.
Laut Enrico Zabler fragte ihn Henry Gross, der Chef von N-Joy, ob er ein Benefizprojekt zum Bau eines Krankenhauses für AIDS-Kranke im Endstadium gründen könne. Es würden etwa 500.000 DM zur Realisierung fehlen. Nach etwas zögern sagte Zabler zu und fragte befreundete Künstler an. Bis auf DJ BoBo sagten alle zu, sich am Projekt zu beteiligen. Masterboy, Fun Factory, Scooter, E-Rotic, Mr. President, Worlds Apart und U 96 beteiligten sich an dem Song. Der Song selbst wurde von Enrico Zabler, Luke Skywalker und Tommy Schleh geschrieben, wobei Zabler auch sämtliche Rap-Parts schrieb. Die Künstler nahmen in ihren eigenen Studios ihre Parts auf. Kurz vor der Deadline fehlte noch der Part von Fun Factory, die jedoch gerade in Polen bei einem Auftritt waren. Sie nahmen den Part dann ohne Playback auf ein Digital Audio Tape auf. Zabler ließ einen Fahrer nach Polen kommen, der das Tape einen Tag vor der endgültigen Pressung bei ihm wieder ablieferte.
Am 5. Februar 1996 wurde die Single über das Polydor-Sublabel Club Zone veröffentlicht. Sie erschien in mehreren Versionen, sowohl als Maxi-CD als auch als 12′’-Maxi-Single. Ein Video zum Song entstand am Rande einer Benefizveranstaltung. Insgesamt konnten 1,2 Millionen DM für das Krankenhaus bereitgestellt werden.
Der Song erschien außerdem auf der gleichnamigen Kompilation, die neben Songs der beteiligten Projekte außerdem Musik von Sir Prize, DJ Bobo, LDC, Housemaid, MAD, Bangman und Affinity 3 enthielt.

## Musikstil
Es handelt sich um einen schnellen Eurodance-Song mit einer Geschwindigkeit von 138 bpm. Neben dem immer wiederkehrenden und von allen gesungenen Refrain „We’re sending out a love message“ mit dem Zusatz „for you“ enthält der Song gerappte Parts verschiedener Musiker sowie Scooter-typische Ansagen von H. P. Baxxter. Im Text wird zur Benutzung von Kondomen geraten.

## Beteiligte Bands
- Masterboy
- Scooter
- E-Rotic
- Fun Factory
- Mr. President
- Worlds Apart
- U 96

## Chartplatzierungen
| Jahr | Titel Album                             | Höchstplatzierung, Gesamtwochen, AuszeichnungChartplatzierungen (Jahr, Titel, Album, Platzierungen, Wochen, Auszeichnungen, Anmerkungen) | Höchstplatzierung, Gesamtwochen, AuszeichnungChartplatzierungen (Jahr, Titel, Album, Platzierungen, Wochen, Auszeichnungen, Anmerkungen) | Höchstplatzierung, Gesamtwochen, AuszeichnungChartplatzierungen (Jahr, Titel, Album, Platzierungen, Wochen, Auszeichnungen, Anmerkungen) | Anmerkungen                           |
| Jahr | Titel Album                             | DE | AT | CH | Anmerkungen                           |
| ---- | --------------------------------------- | --- | --- | --- | ------------------------------------- |
| 1996 | Love Message Love Message (Kompilation) | DE4 (20 Wo.)DE | AT12 (12 Wo.)AT | CH12 (13 Wo.)CH | Erstveröffentlichung: 5. Februar 1996 |

## Coverversionen
Am 21. Oktober 2005 erschien eine Coverversion von Love Message von den beiden ehemaligen Masterboy-Mitgliedern Klubbingman (Tommy Schleh) und Sängerin Trixi Delgado. Die Coverversion erreichte Platz 96 der deutschen Charts.
| Jahr | Titel Album    | Höchstplatzierung, Gesamtwochen, AuszeichnungChartsChartplatzierungen (Jahr, Titel, Album, Platzierungen, Wochen, Auszeichnungen, Anmerkungen) | Anmerkungen                            |
| Jahr | Titel Album    | DE | Anmerkungen                            |
| ---- | -------------- | --- | -------------------------------------- |
| 2005 | Love Message – | DE96 (1 Wo.)DE | Erstveröffentlichung: 21. Oktober 2005 |